# 哈菲兹·胡加
阿卜杜勒·哈菲兹·胡加（阿拉伯语：‎，1957年6月11日—）也译为葛加、高加、古贾，是利比亚一位人权律师，2011年利比亚内战期间，担任利比亚全国过渡委员会副主席及发言人。
他长期为1996年 阿布·萨利姆监狱大屠杀 事件的遇难者家属从事法律代理服务。